# Tateyama
Tateyama (jap. 館山市 Tateyama-shi) – miasto w środkowej części Japonii (prefektura Chiba) na wyspie Honsiu (Honshū). Ma powierzchnię 110,05 km². W 2020 r. mieszkało w nim 45 177 osób, w 20 225 gospodarstwach domowych  (w 2010 r. 49 288 osób, w 20 222 gospodarstwach domowych).